# International Cheer Union
Pour les articles homonymes, voir ICU.
L'Union internationale des Cheerleaders  (en anglais et officiellement International Cheer Union ou ICU) (IRF)  est une association sportive internationale qui fédère plus de 110 fédérations nationales du monde entier.
Elle est responsable du classement mondial des équipes nationales, de la définition des règles officielles et de l'organisation de compétitions internationales majeures. Le premier championnats des clubs a été organisé en 2004 avec 11 nations présentes.
L'ICU est affiliée à l'Association générale des fédérations internationales de sports en 2013 et à l'Association des fédérations internationales de sports reconnues par le Comité international olympique en 2018. Elle est également partie prenante de l'Agence mondiale antidopage.

## Associations membres
| Afrique | Amériques | Asie | Europe | Océanie                        |
| Membres de plein droit | Membres de plein droit | Membres de plein droit | Membres de plein droit | Membres de plein droit         |
| --- | --- | --- | --- | ------------------------------ |
| - Afrique du Sud - Nigeria - Rwanda - Zimbabwe                                                                                  | - Argentine - Bahamas - Barbade - Bolivie - Brésil - Canada - Chili - Colombie - Costa Rica - République dominicaine - Équateur - Guatemala - Jamaïque - Mexique - Panama - Pérou - Porto Rico - Saint-Christophe-et-Niévès - Trinité-et-Tobago - États-Unis | - Chine - Chinese Taipei - Corée du Sud - Inde - Indonésie - Japon - Kazakhstan - Malaisie - Mongolie - Philippines - Singapour - Thaïlande | - Autriche - Biélorussie - Belgique - Bosnie-Herzégovine - Croatie - République tchèque - Danemark - Finlande - France - Géorgie - Allemagne - Grèce - Hongrie - Irlande - Italie - Moldavie - Pays-Bas - Norvège - Russie - Slovénie - Espagne - Suède - Suisse - Ukraine - Royaume-Uni - Angleterre - Irlande du Nord - Écosse - Pays de Galles | - Australie - Nouvelle-Zélande |
| Membres provisoires | | | |                                |
| - Botswana - Burundi - Cameroun - Égypte - Ghana - Côte d'Ivoire - Kenya - Mali - Maroc - Namibie - Tanzanie - Ouganda - Zambie | - Anguilla - Salvador - Guyane - Haïti - Honduras - Suriname - Venezuela - Îles Vierges britanniques - Îles Vierges des États-Unis | - Arabie saoudite - Hong Kong - Kirghizistan - Laos - Macao - Pakistan - Sri Lanka - Émirats arabes unis - Ouzbékistan - Viêt Nam           | - Arménie - Azerbaïdjan - Bulgarie - Estonie - Gibraltar - Guernesey - Israël - Lettonie - Luxembourg - Macédoine - Monténégro - Pologne - Roumanie - Saint-Marin - Serbie | - Samoa américaines - Guam     |